# Lázně Velichovky
Lázně Velichovky jsou lázně v obci Velichovky (okr. Náchod) ve východních Čechách poblíž Jaroměře. Provádí se zde hlavně slatinné koupele vhodné pro léčbu nemocí kloubů, svalů nebo páteře.
Založeny byly v roce 1897, o rok později byly zprovozněny. Provoz lázní byl dvakrát přerušen. Poprvé během 2. světové války a podruhé v letech 2013–2015.

## Velichovská slatina
Místní křídová slatinná zemina je v rámci Česka svým složením unikátní svým vysokým obsahem uhličitanu vápenatého a železa. Díky tomu je velmi účinná zejména v léčbě pohybového aparátu. Ložisko má zásobu ještě na 150 až 200 let.

## Historie

### Vznik lázní

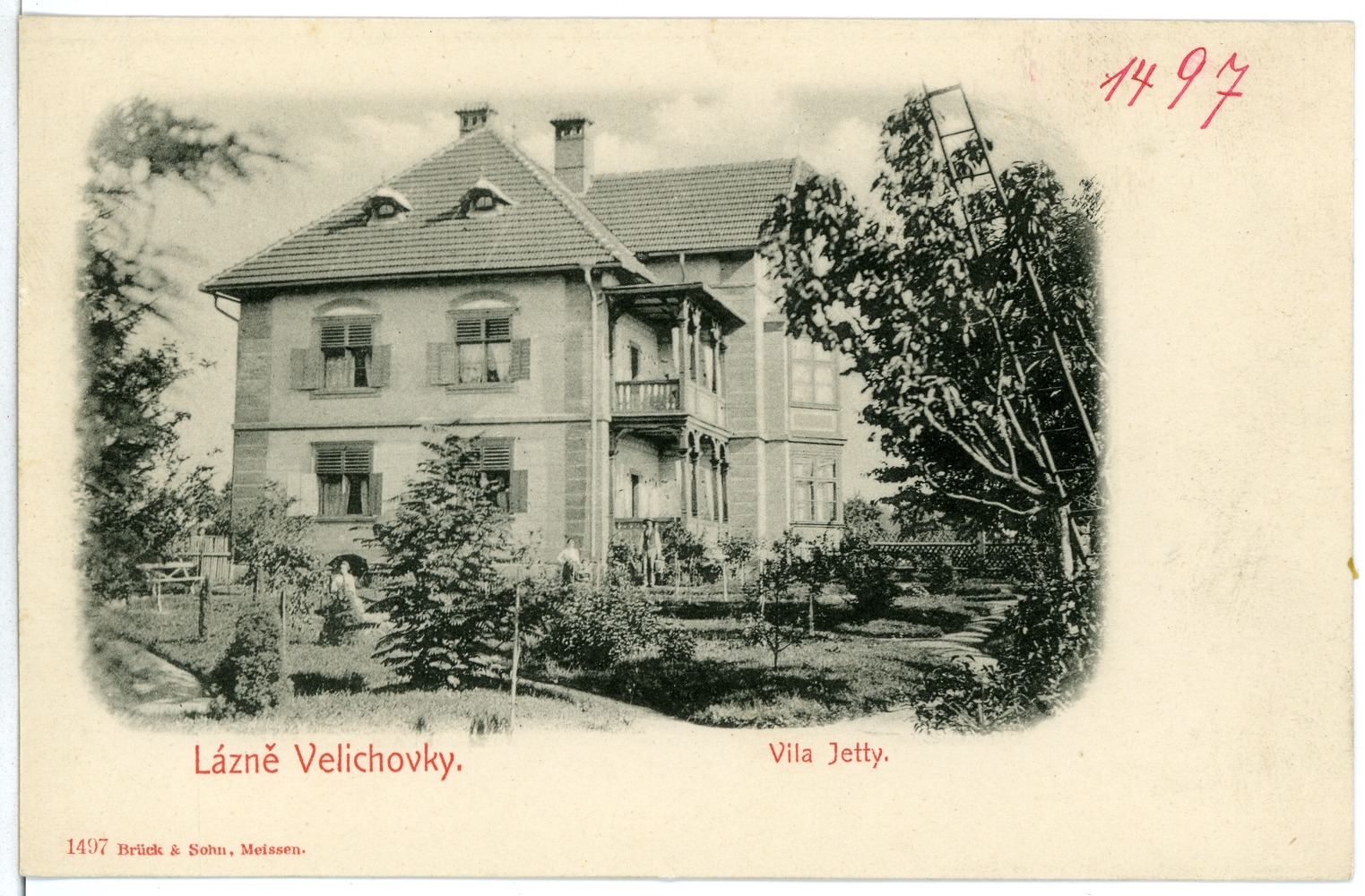
Vila Jetty na dobové pohlednici

Klíčovou osobou pro vznik lázní ve Velichovkách byl lékař z blízkých Hořiček, který objevil léčivé účinky zdejší slatiny a využíval ji při léčení revmatických potíží. Proto se snažil přesvědčit majitelky zdejšího panství baronky Bertu Bess-Chrostin a Gabrielu Spens-Boden, aby založily lázně. Obě měly pozitivní zkušenosti ze slatinných lázní v Bohdanči, a tak když vídeňský balneolog Dr. Ludwig velichovskou slatinu odborně prostudoval a doporučil k léčbě, začaly o vybudování lázní vážně uvažovat.
Nejprve ale bylo nutné připravit pozemky. Louky, kde se nacházela slatina, patřily rožnovským sedlákům. Návrh vyměnit tyto neúrodné pozemky za úrodná pole z panství rádi přijali. Významnou roli hrály také finance. Zhotovením stavebních plánů a rozpočtu byl pověřen Ing. F. J. Hellman z Jaroměře. Celková částka se vyšplhala na 400 000 K. Baronky proto také sháněly mezi svými nejbližšími příbuznými potřebný finanční kapitál. V roce 1898 nakonec obě zakladatelky založily na popud Dr. Kutíka a hraběte Harracha z Hrádku u Nechanic akciovou společnost, která se utvořila hlavně z příslušníků místní šlechty. Banka v Jičíně přislíbila úvěr a byly vypsány akcie v hodnotě po 1 000 K. Baronkám připadly akcie za 72 000 K.

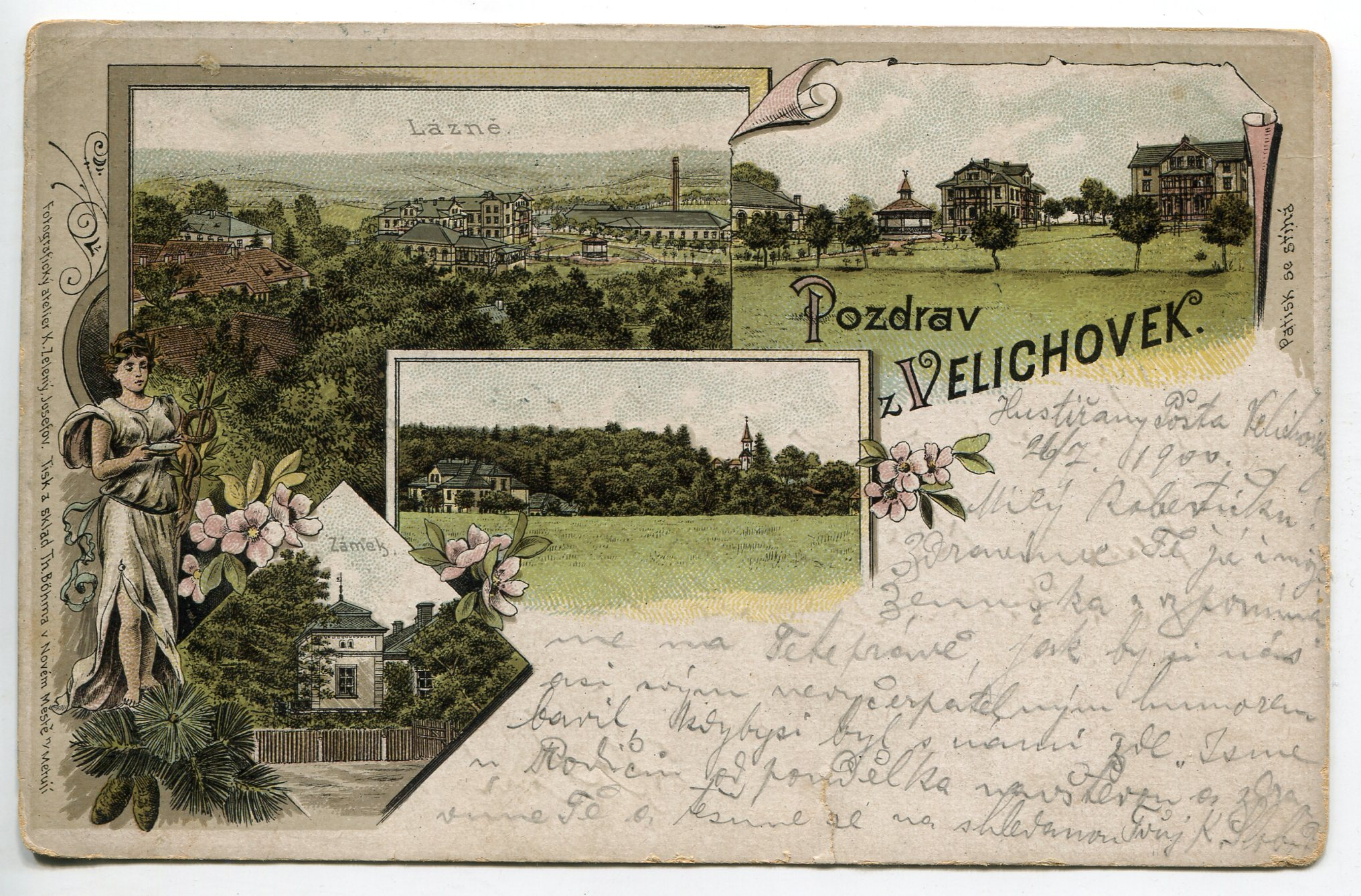
Lázně na pohlednici kolem rok 1900

Mezitím byl již na jaře 1897 položen základní kámen lázní a rozeběhla se výstavba první lázeňských objektů. Slavnostní akt posvětil farář z Dubence Alexander Jareš. V rámci počáteční výstavby vznikla lázeňská budova se strojovnou a kotelnou, restaurace s tanečním sálem a klubovnou a dva lázeňské domy pojmenované podle zakladatelek „Vojtěška“ (Berta), později označovaná jako Slovenka, a „Jela“ (Gabriela), později vila Domov. Díky dostatku pracovních sil probíhala výstavba rychle a již v roce 1898 byly objekty dokončeny, a tak mohlo být uskutečněno otevření lázní a první sezona. Lázně se tehdy zaměřovaly na léčbu pacientů s kloubními problémy. Na slavnostním předání veřejnosti byl přítomen farář z blízkého Dubence a zemský a říšský poslanec Jan Jaroš.
Prvním lázeňským lékařem se stal Dr. Wil. Sperber. Funkci ředitele lázní zastával nájemce velkostatku Karel Seisser. Účetním se stal jeho syn Karel ml.

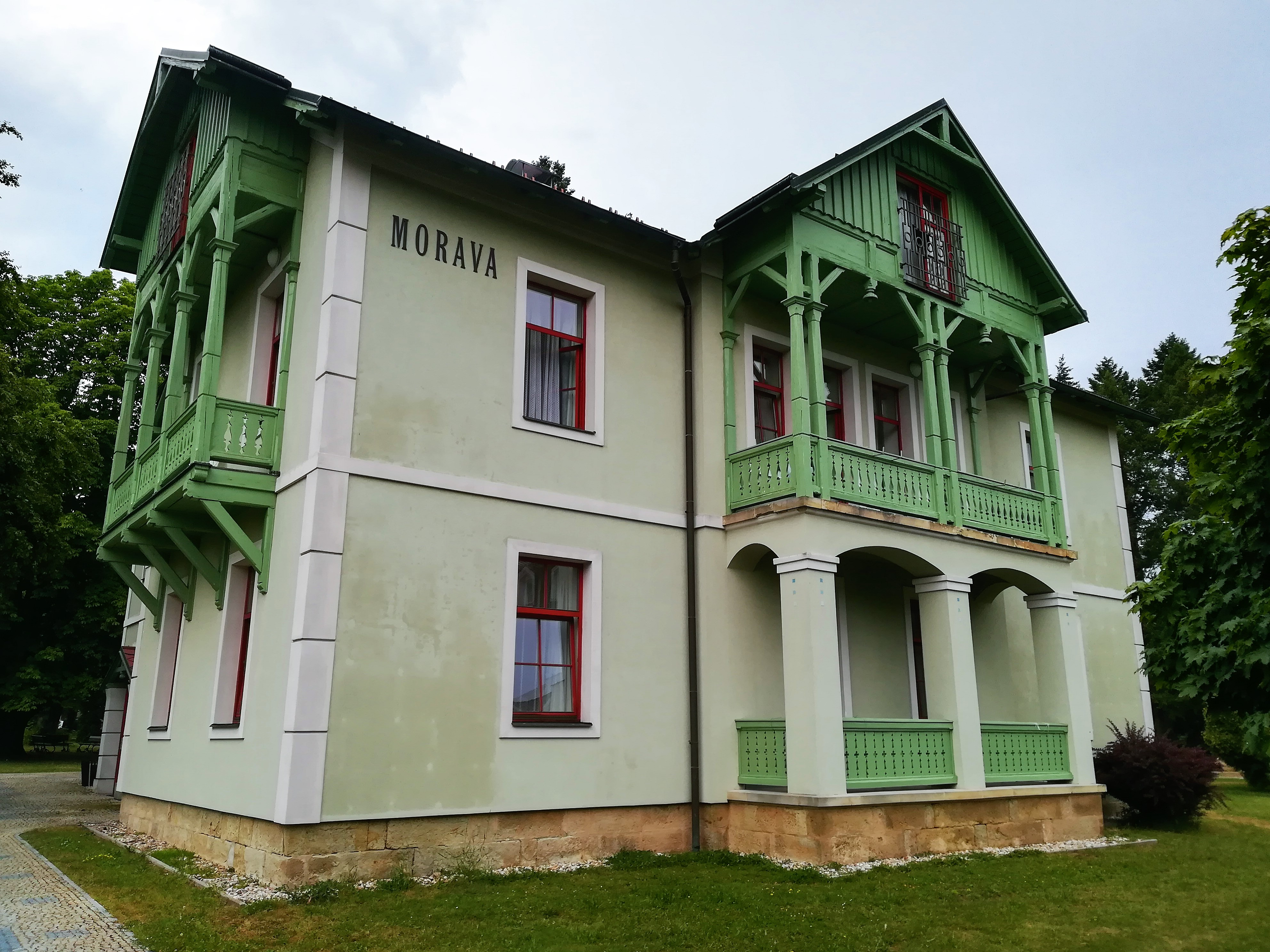
Vila Morava

Zejména baronka Berta byla hnacím motorem rozvoje areálu a brzy chtěla lázně dále rozšířit. Proto poskytla staviteli Ing. F. J. Hellmanovi pozemek na další stavbu, který již roku 1899 postavil budovu „Jetty“ (později přejmenována na vilu Zátiší). V roce 1901 došlo k dalšímu rozšíření, když Karel Seisser postavil na darovaném pozemku za 26 000 K budovu „Jenny“ (později vila Čechie). Ve stejném roce dcera baronky Berta postavila za 24 000 K budovu „Skal“ (později přejmenována na vila Morava), jež byla roku 1912 prodána Alexandru Herzogovi a roku 1918 ji koupili manželé Němcovi z Hradce Králové. Naproti budově Zátiší získala zdarma pozemek na stavbu slečna poštmistrová Marie Koubková (později na tomto místě vznikl soukromý domek).

### Lázně Dr. Moravce
Lázně se tedy dále rozrůstaly a rozvíjely, a to vcelku úspěšně. Jenže později musela baronka Berta řešit každoroční finanční deficit lázní. Situace byla neudržitelná, a tak stála před rozhodnutím lázně uzavřít, nebo prodat. Nakonec došlo v roce 1907 (tedy po deseti letech od začátku výstavby) k prodeji. Velkostatek koupil dosavadní ředitel Karel Seisser za 240 000 K a lázně MUDr. Josef Moravec ze Dvora Králové nad Labem za 130 000 K. Obnos za lázně převzala banka v Jičíně, od níž byl počáteční úvěr a zbytek váznoucího dluhu musel být ještě doplacen (údajně 30 000 K). Tím byla ukončena působnost šlechtického rodu Podivínů ve Velichovkách, kterou zahájil Jan Podivín rytíř z Höpflingenu a Bergendorfu roku 1803.
Dr. Moravec zavedl nový pořádek a úsporná opatření. Sám vykonával funkci lékaře a zároveň řídil provoz, a tak nebylo potřeba ředitele. Věnoval se i propagaci a vydal secesního průvodce či plakáty. Na jedné budově z budov zřídil sluneční lázně a v přilehlém bukovém lese vzdušné lázně, ohrazené vysokým dřevěným plotem. Ani jedna z těchto inovací se však příliš neujala a obě brzy zanikly. Moravec lázně vlastnil pět let do 4. prosince 1912.

### Lázně Československého ústředí nemocenských pojišťoven v Praze

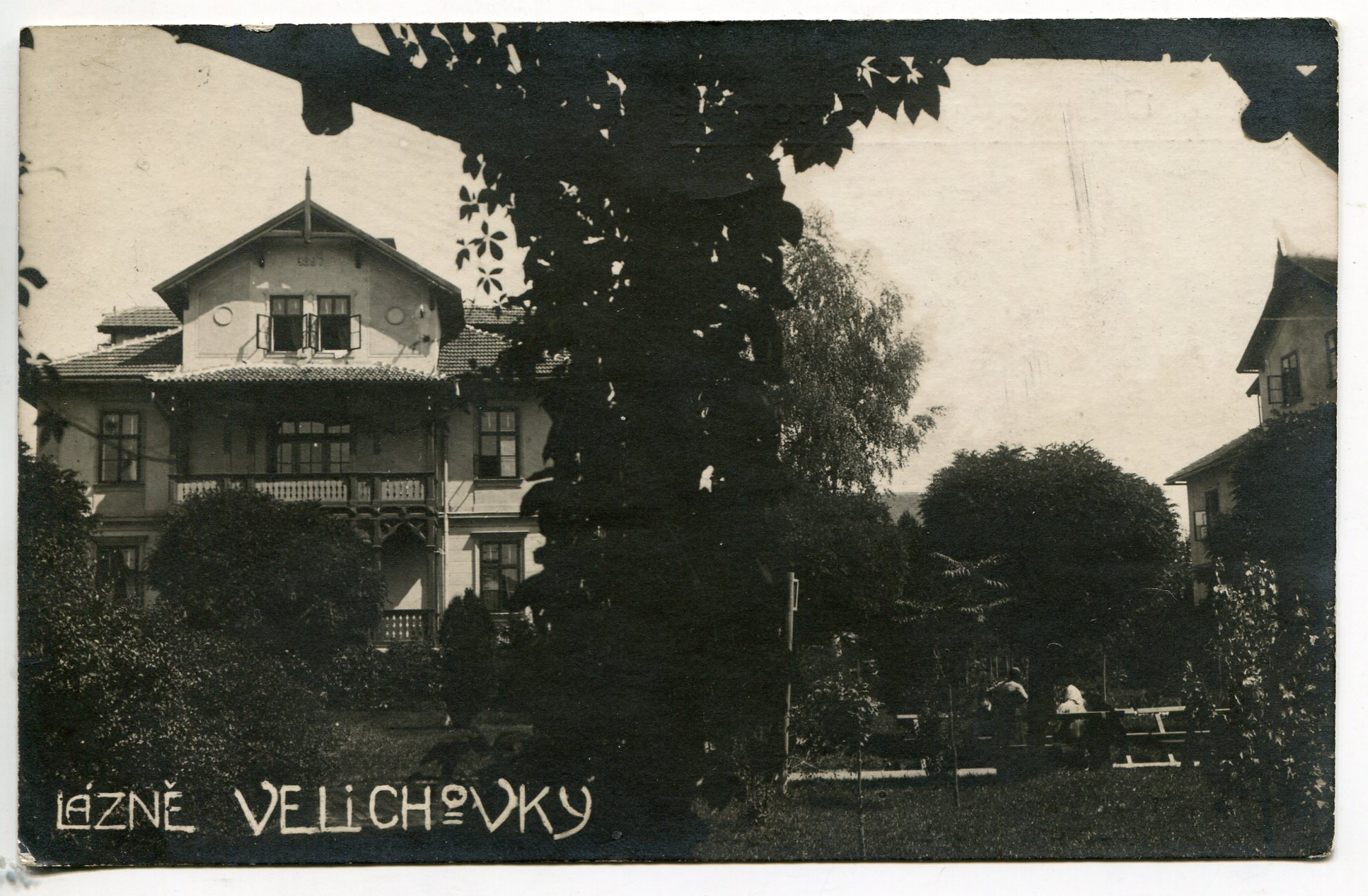
Lázně v roce 1922

V roce 1912/18 koupilo od Moravce lázně Československé ústředí nemocenských pokladen (pojišťoven) a díky tomu započala zcela nová éra v historii lázní, a to hned z několika důvodů. Velichovky se staly údajně prvními lázněmi na českém území, kde začali léčit nemocné bez ohledu na jejich majetek (někteří se léčili jen za drobný poplatek, či zcela zdarma).

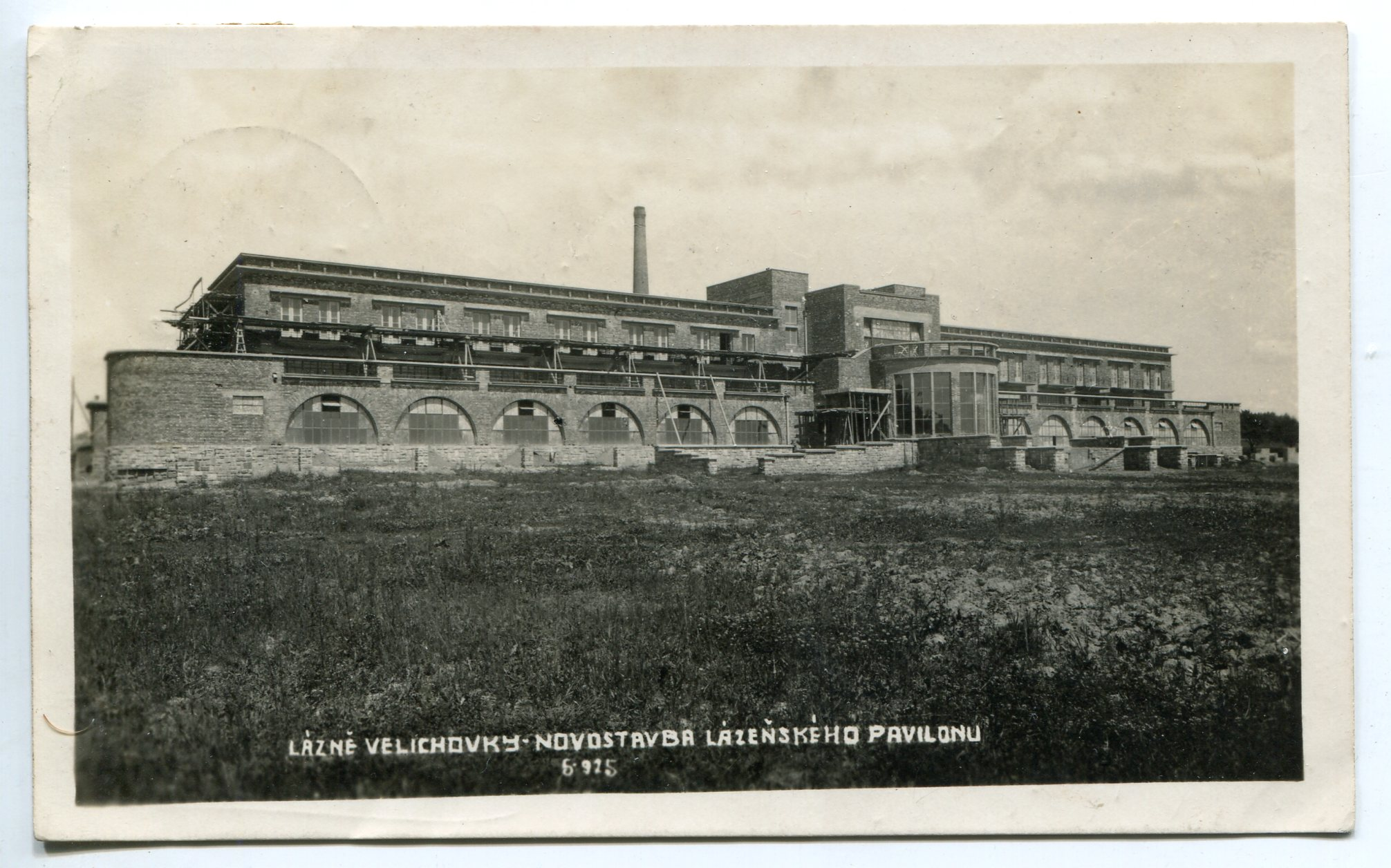
Výstavba Masarykova domu na dobové pohlednici

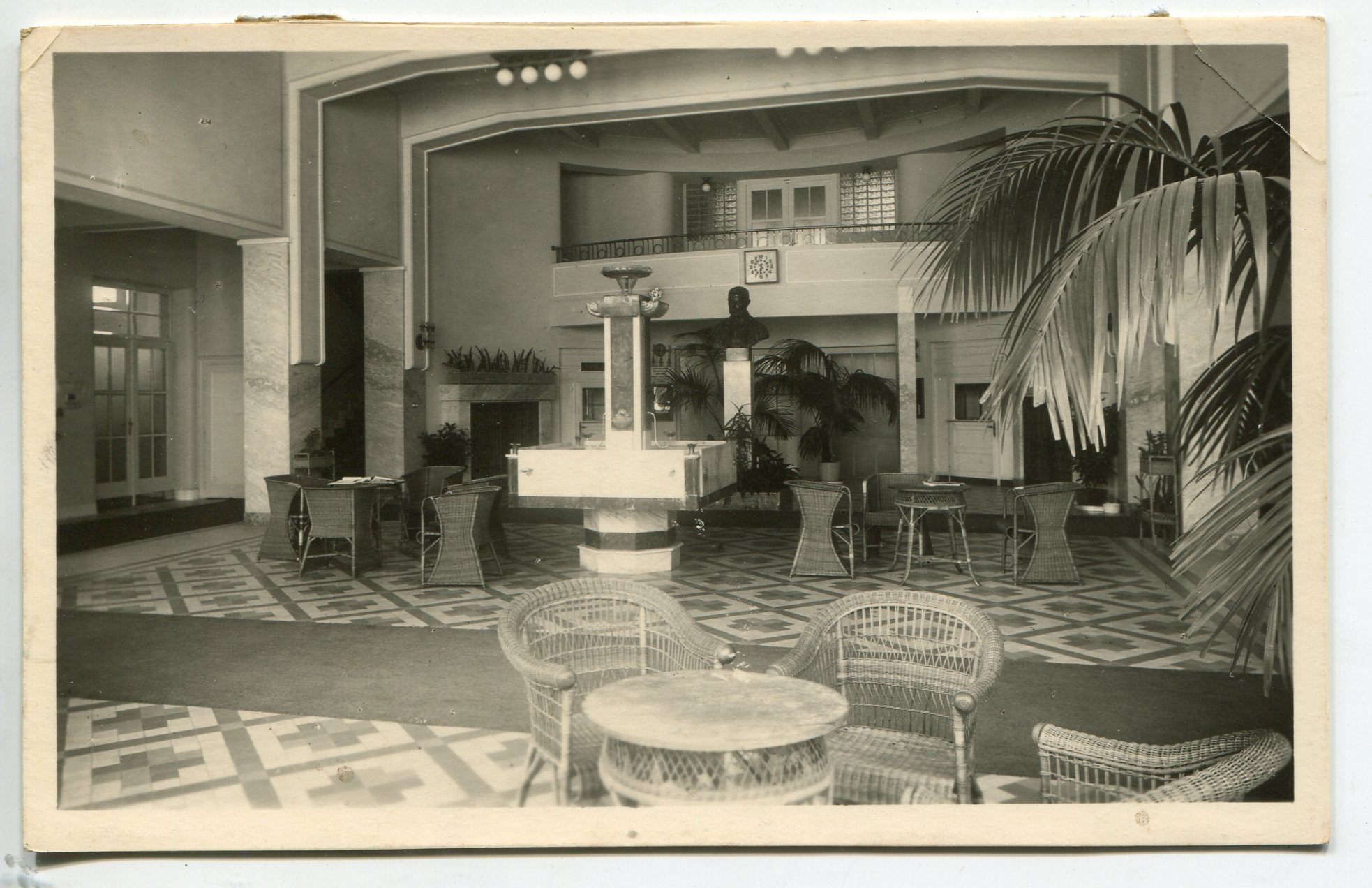
Interiér Masarykova domu, kolem roku 1930

Dále byly od soukromníků zakoupeny i menší budovy v areálu. Areál bych zmodernizován a všechny budovy se dočkaly nových názvů. Od velkostatku bylo zakoupeno dalších 10 hektarů pozemků na rozšíření lázeňského areálu a parku. Nový velkorysý projekt vypracoval architekt Dr. Milan Babuška. Na podzim 1923 započala stavba nového hlavního lázeňského a léčebného domu. Provoz v něm byl zahájen 3. května 1926. Budova byla na počest návštěvy prezidenta T. G. Masaryka v červenci toho roku pojmenována jako Masarykův dům. Ve stejné době byla zahájena stavba Společenského domu.

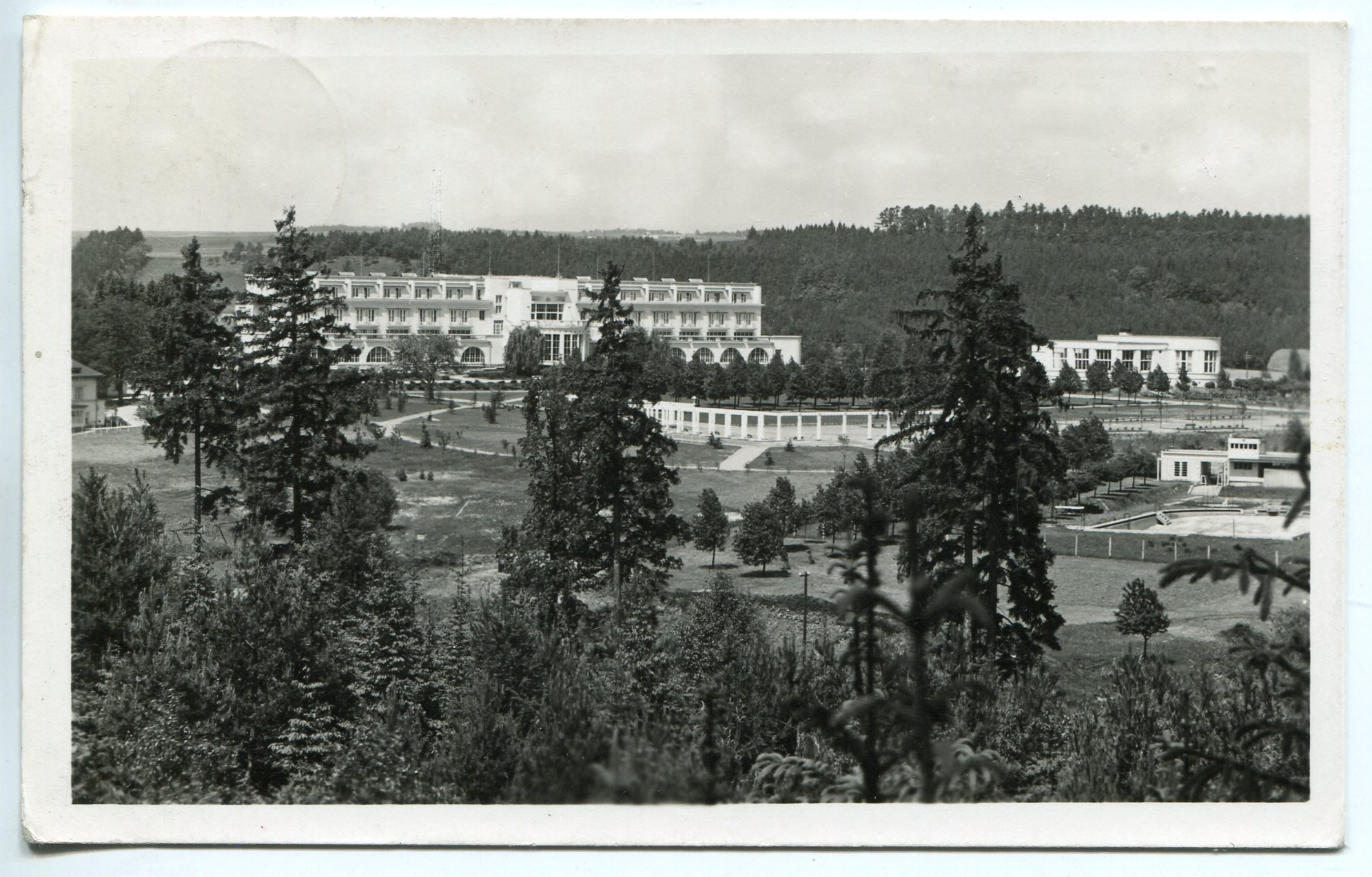
Pohled na lázeňský areál s parkem a koupalištěm

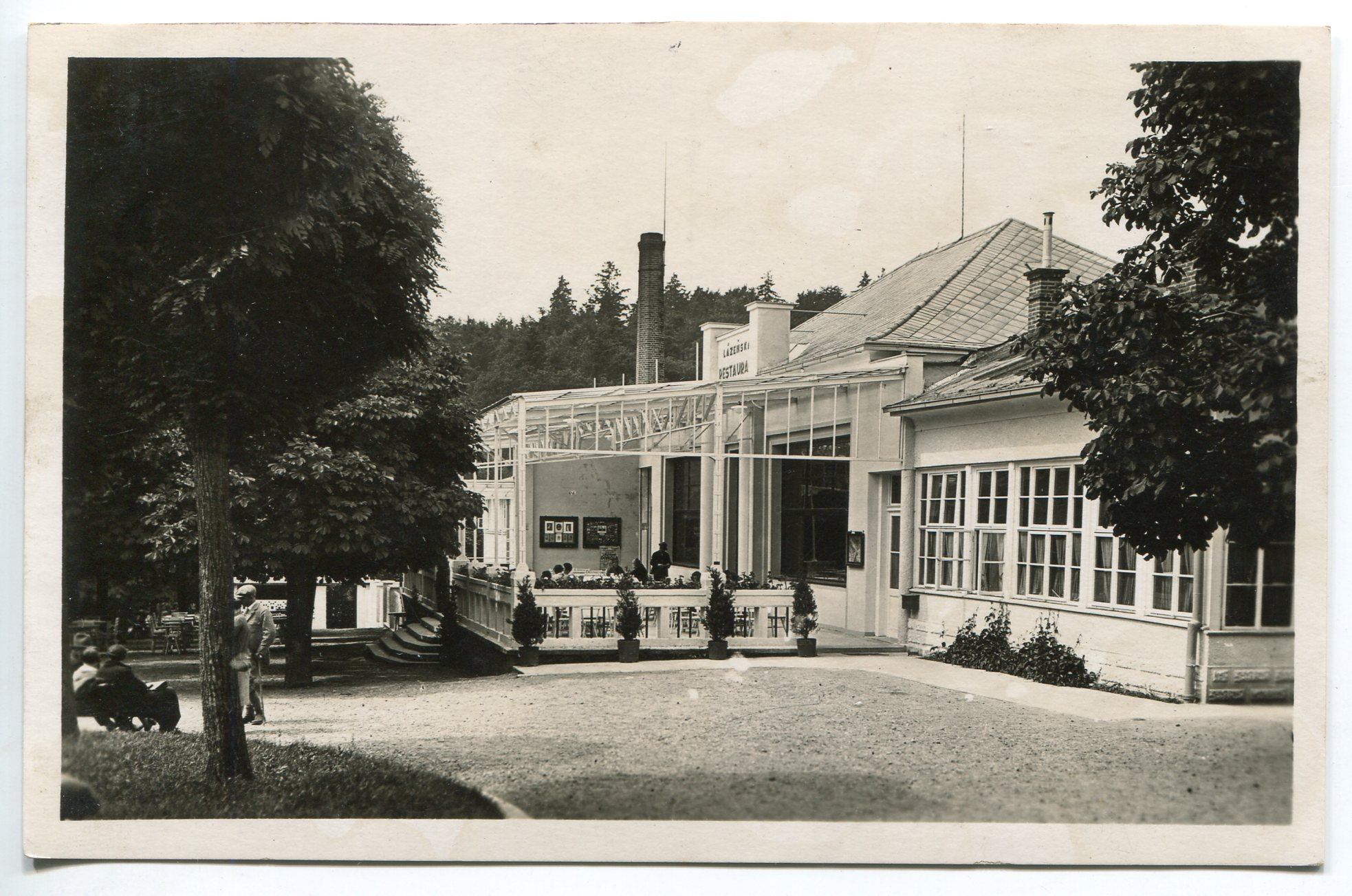
Lázeňská restaurace kolem roku 1930

V roce 1936 bylo v lázeňském parku vybudováno koupaliště o rozměrech 38 x 18 m, které u hráze dosahovalo hloubky 4 metrů. Do té doby se pacienti mohli koupat v jezírku vzdáleném asi 1,5 km. Koupaliště se dochovalo jen v podobě torza.
Průvodce po Československé republice z roku 1937 popisoval lázně takto (s. 290): "Slatinné lázně tvoří lesnatý soubor v kotlině k V obrácené. R. 1923 lázně byly přebudovány, moderně vypraveny, takže patří k dokonalým a vkusným čsl. slatinným lázním. Mají moderní ústřední lázeňský Masarykův dům (82 p., arch. Babuška, 1925) a několik vil v sadech. Základem léčby jest 6 m mocné ložisko slatiny, 24 rašel. koupelen, 96 potných kabin, elektr. lázně. Indikace: rheumatismus, neuralgie, ischias, dna, ženské choroby, obrny. Lázeň. kapela. Sezona od 1. V. do 30. IX."

### Období druhé světové války
Na počátku druhé světové války byl provoz lázní omezován. Kromě pacientů zde ubytovány i německé děti. V březnu 1942 přestaly lázně sloužit svému účelu a z Prosečnice u řeky Sázavy na Benešovsku se sem přesunula plicní léčebna.

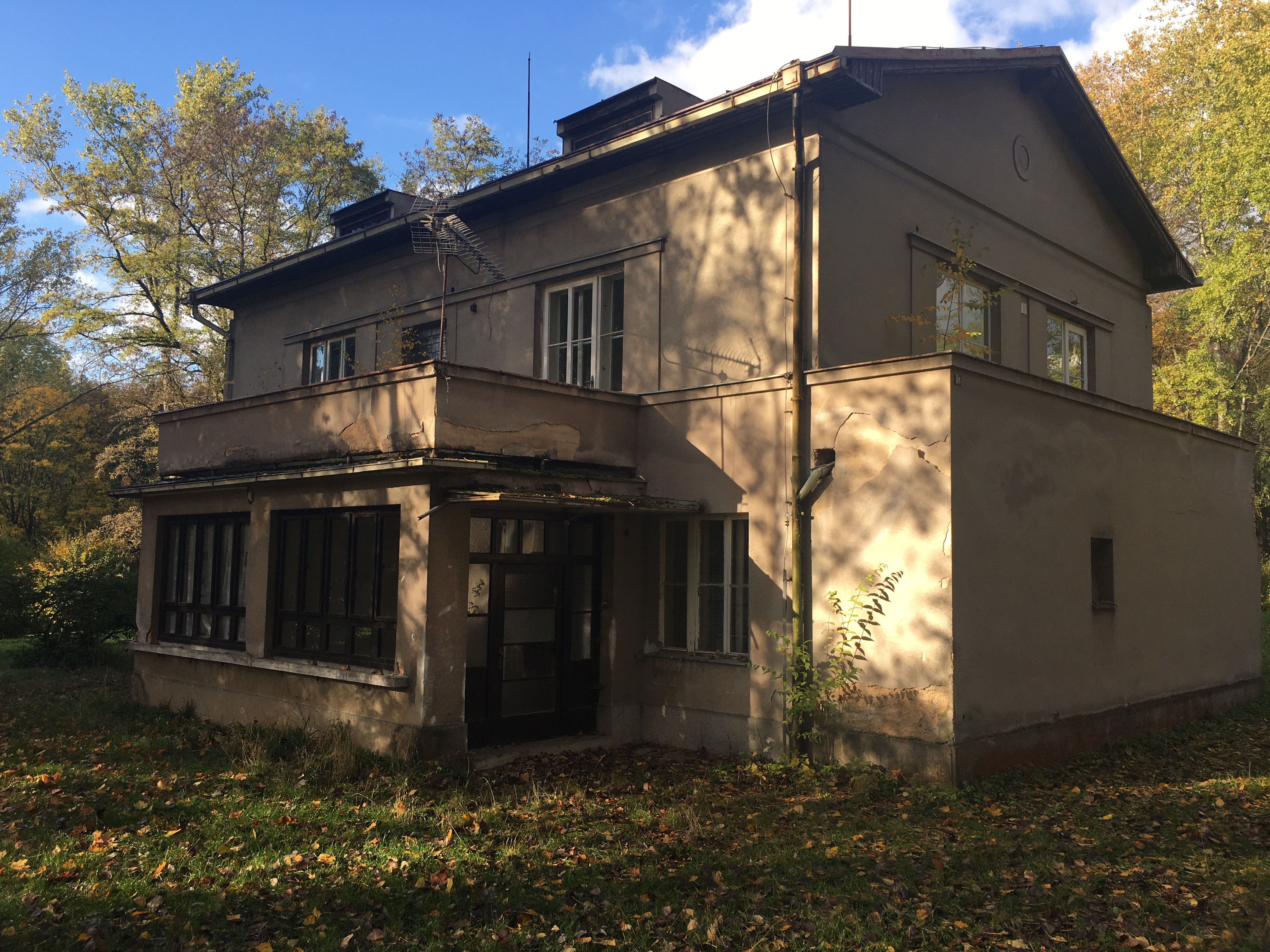
Dům, v němž ve Velichovkách bydlel Ferdinand Schörner (stav 2022)

Léčebna byla zrušena k 28. březnu 1945 a všechny budovy byly urychleně vystěhovány a připravovány pro potřeby generálního štábu generála Ferdinanda Schörnera, velitele armády Střed (Mitte), který se rozhodl sem umístit svůj hlavní štáb. Zaměstnanci léčebny byli propuštěni, vážně nemocní pacienti byli přemístěni do jiných léčeben a méně nemocní posláni domů.
Se štábem, jehož krycí jméno znělo Florian, přijelo do Velichovek tisíc německých vojáků. Byla zabrána škola, hotel, bývalý hostinec a v mnohých rodinných domcích museli majitelé uvolnit byt pro německé vojáky. Vily i Masarykův dům se proměnily v ubytovny pro německé důstojníky. Maršál Schörner se ubytoval ve vile po řediteli sanatoria, kde byla zřízena sauna a protiletecký kryt.
Obsazení jednotlivých lázeňských budov:
- Morava – generálové a vyšší němečtí důstojníci
- Slovenka – nižší důstojníci
- Čechie – kancelářské síly a německé ženy
- Domov –příslušníci zbraní SS
- Staré lázně – příslušníci zbraní SS
- Masarykův dům – kanceláře štábu náčelníka gen. por. von Natzmer
- Zimní lázně – spojovací ústředna

Areál byl hermeticky uzavřen, střežen polním četnictvem a příslušníky SS. V okolí byla kopána kulometná hnízda, zákopy, prováděna příprava ke kruhové obraně. Ve školní zahradě byl zakopán lehký tank. Pod zalesněnou strání, severně od lázní, bylo vybudováno polní letiště. Maršál Schörner měl k dispozici osobní letadlo typu Čáp (Storch).
Dne 26. dubna 1945 zde byl na poradě tehdejší říšský protektor v Čechách a na Moravě K. H. Frank. Údajně ho měl doprovázet i Konrad Henlein. Dne 29. dubna téhož roku přespal v místním hotelu německými vojáky přísně střežený sovětský generál Vlasov. Ve Velichovkách byl i 4. a 5. května.
Dne 5. května po vypuknutí povstání odjel z Velichovek německý oddíl k potlačení povstání ve Dvoře Králové. Vrátil se druhého dne v ranních hodinách a přivezl několik raněných a jednoho mrtvého, který byl pochován v rohu školní zahrady. Přivezeni byli také čtyři členové revolučního národního výboru, kteří tu byli věznění až do 8. května. Potlačení povstání ve Dvoře Králové nad Labem nakonec stálo 17 českých životů.
Dne 6. května 1945 německá delegace, vedená generálem Alfredem Jodlem, v hlavním stanu generála Einsenhowera podepsala předběžnou kapitulaci. O tomto výsledku byl vyrozuměn Ferdinand Schörner, v té době už polní maršál, který tuto kapitulaci odmítl. Německý štáb umístěný ve Flensburgu, žádal západní spojence o pomoc k vyslání svého kurýra do Velichovek.
Dne 7. května 1945 z Flensburgu odlétlo anglické letadlo, na jehož palubě byl jako kurýr německý plukovník generálního štábu Wilhelm Meyer-Detring. Letadlo přistálo v Plzni a dne 8. května 1945 v dopoledních hodinách dorazila kolona amerických bojových vozidel s německým kurýrem do Velichovek.  Jednalo se o ozbrojený konvoj 23. průzkumné squadrony, která byla součástí 16. obrněné divize 3. armády USA generála George Pattona. Konvoj pod velením pplk. Roberta H. Pratta přivezl kurýra Dönitzova štábu plk. Majera Detringena k doručení kapitulace německé armády. V budově Masarykova domu proběhlo jednání s polním maršálem Ferdinandem Schörnerem, generálem Natzmerem, pplk. Prattnem, mjr. Dowdenem, tlumočníkem kpt. Weberem a plk. Meyerem-Detringem. Po jednání Schörner opustil Velichovky a zároveň odjeli Američané. Na památku tohoto jednání je každý rok dne 8. května pořádána vzpomínková jízda historických vozidel z dob 2. světové války pod názvem „Mise Velichovky“ po trase Plzeň-Praha-Velichovky. V roce 1997 byl v lázeňském parku na upomínku vybudován i památník. Sovětská armáda ještě 9. května ve večerních hodinách sváděla úporný boj na přístupech k Náchodu z Polska. Jaroměře dosáhla 10. května v 07:10 a teprve potom pokračovala v dalším postupu na západ. Velichovky byly oficiálně osvobozeny až 11. května 1945.

### Období po druhé světové válce: státní lázně
Léčba byla obnovena dne 15. července 1945, tehdy však zatím jen v polovině provozních místností. Tato první poválečná sezóna skončila 31. října 1945. Provoz všech místností byl obnoven od 1. května 1946. To už v lázních pracovalo na 80 zaměstnanců.
V roce 1947 byly postupně zbourány budovy Starých lázní, postavené v roce 1897. V provozu byly do zprovoznění Masarykova domu (do roku 1926), následně byly využívány jako byty pro zaměstnance lázní. V říjnu 1947 byla zahájeno rozšíření Společenského domu. V přízemní přístavbě byla rozšířena kuchyň a jídelna, v nově vybudovaném patře byly zřízeny kanceláře. Díky tomu, že se pracovalo i přes zimu, byly již v červenci 1948 práce dokončeny. Počet zaměstnanců se zvýšil na 118 a počet léčených pacientů stoupl na 3 898 osob.

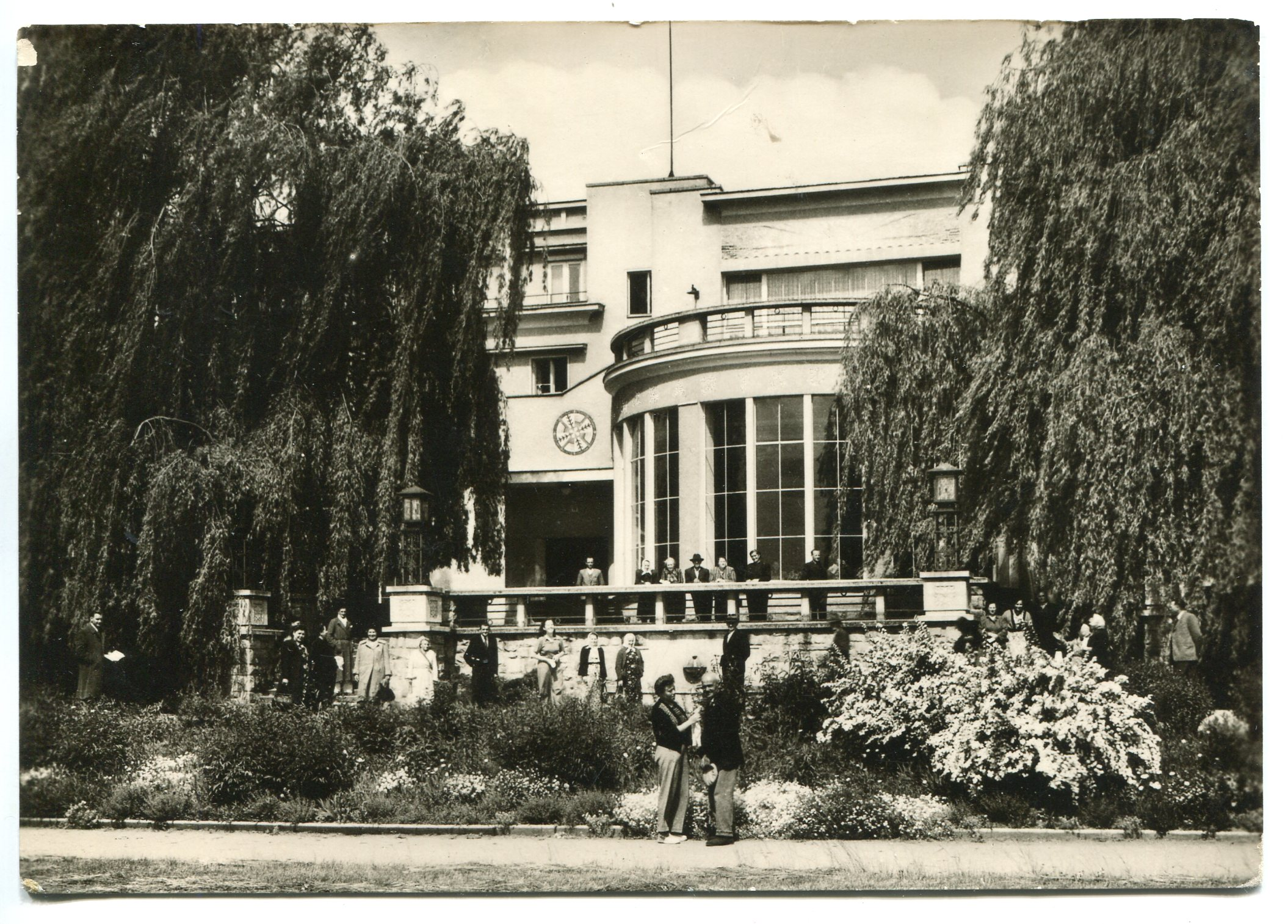
Lázně před rokem 1957

V dalších letech se prodlužovala délka léčebné sezóny, až bylo v roce 1954 dosaženo celoročního provozu. Pouze zpravidla od poloviny ledna do poloviny prosince probíhala provozní pauza, v rámci níž byla prováděna oprava provozních částí i jednotlivých budov.

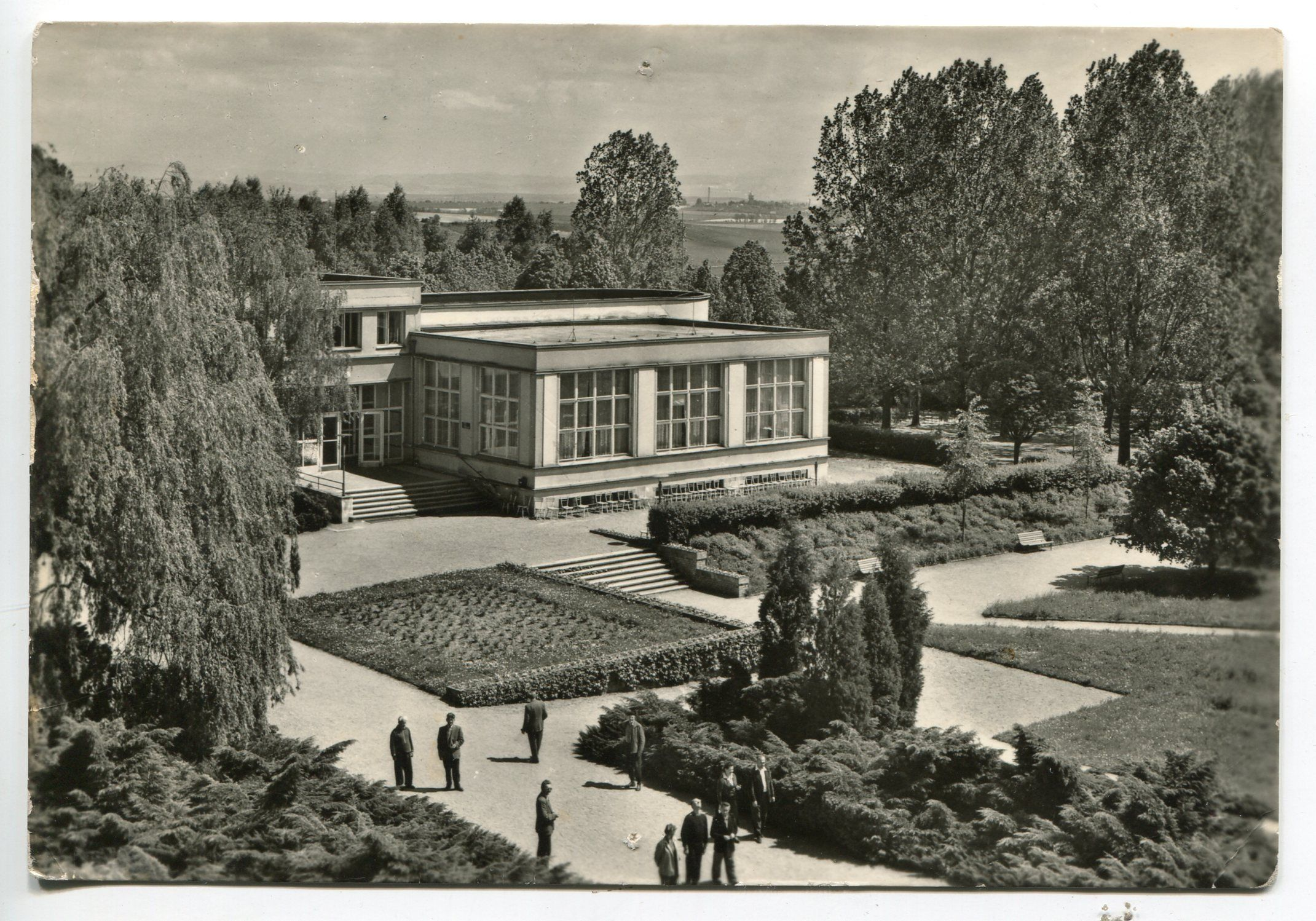
Lázně kolem roku 1957

Dne 1. ledna 1957 byly lázně převzaty státem a zařazeny mezi Československé státní lázně a zřídla s pobočkami Lázních Bělohrad, Bohdaneč a Běloves s ředitelstvím ve Velichovkách. Po deseti letech bylo v roce 1967 místní ředitelství zrušeno a všechny pobočky přešly pod ředitelství v Poděbradech.
V letech 1960–1962 byly tzv. Zimní lázně zvýšeny o jedno poschodí, díky čemuž došlo k rozšíření lůžkové kapacity. Tu ale stále snižoval fakt, že mnoho místností v některých budovách nadále sloužilo jako byty pro zaměstnance. Až v 80. letech 20. století bylo vybudováno pět bytových jednotek a později i budovy s devíti byty, díky čemuž byly postupně pokoje v původních budovách uvolněny pro potřeby lázeňských hostů. V 80. letech 20. století byla provedena generální oprava levé poloviny Masarykova domu. Druhá polovina hlavní léčebné budovy byla zrekonstruována o několik let později.

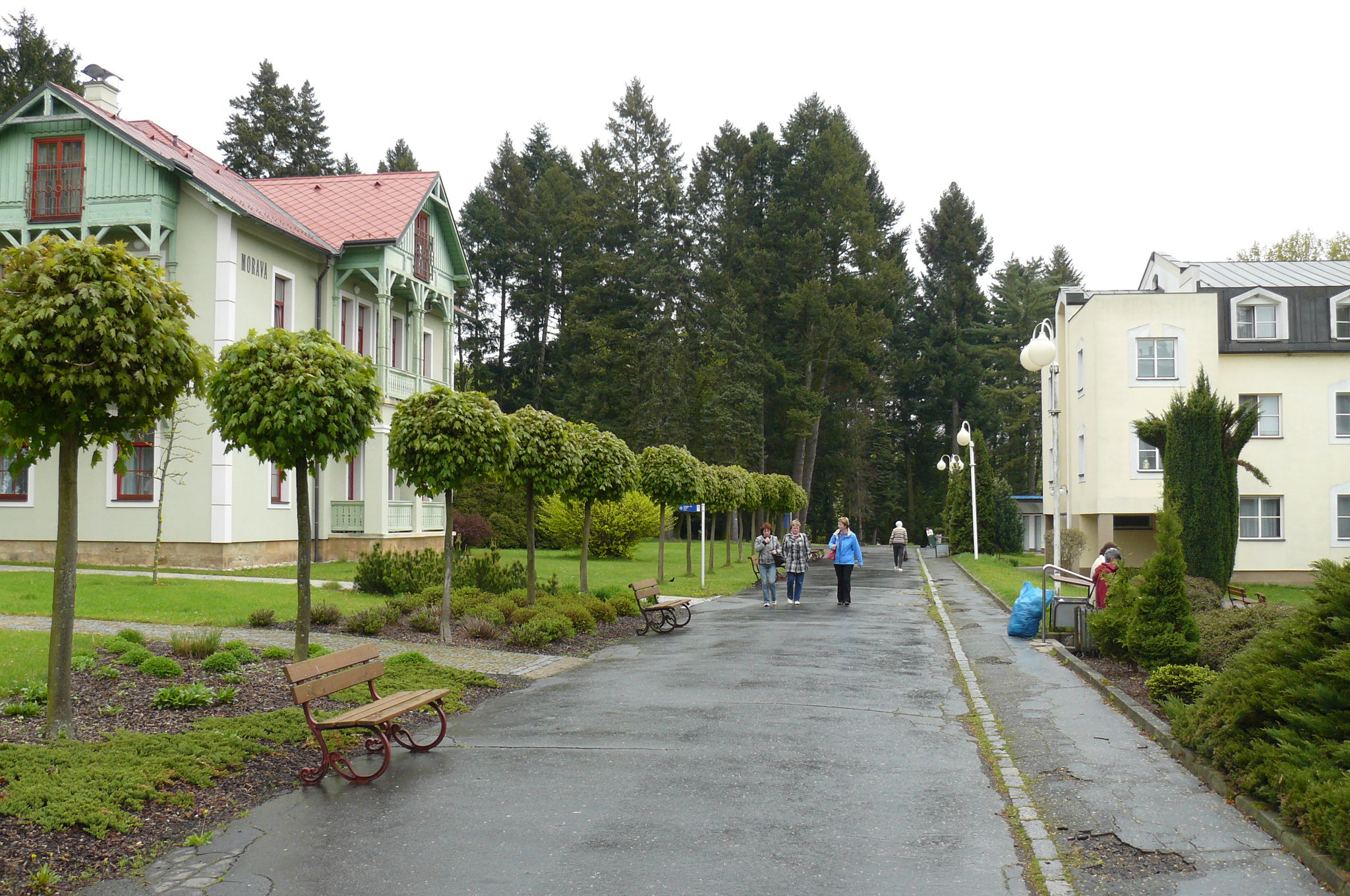
Promenáda mezi vilami v roce 2010

### Situace po roce 1989: noví provozovatelé
Dne 1. května 1992 byla založena nová akciová společnost Lázně Velichovky. Před rokem 2005 byla opraveny nákladem 90 mil. Kč lázeňské vily Domov, Zátiší, Slovenka, Morava a Čechie. Do konce roku 2006 bylo v plánu opravit Masarykův dům (za asi 200 milionů Kč).
Stejná společnost lázně provozovala až do roku 2013, kdy byly lázně podruhé ve své historii uzavřeny. Lázeňský provoz byl ukončen kvůli zadlužení v létě 2013. V roce 2014 koupila opuštěný areál lázní společnost KARSIT HOLDING s.r.o., která se pustila do rekonstrukce s cílem zachovat prvorepublikového ducha areálu. Původně se plánovalo zde vytvořit zejména domov pro seniory, ale nakonec došlo k obnově lázní. První pacienti byli přivítáni dne 4. dubna 2015. V té době byli v provozu jen nově zrekonstruovaný Masarykův dům a vila Domov. Do konce roku lázně poskytly péči necelým 1 900 klientům. Lázně používají název Velichovky 1897, společnost provozující lázně se nazývá Lázně 1897, s.r.o., založena byla roku 2014.

### Návštěvy prezidentů
Lázně Velichovky navštívili tři českoslovenští prezidenti. Nejprve to byl dne 10. července 1926 Tomáš G. Masaryk, po němž byla pojmenována i krátce před tím dokončená hlavní lázeňská budova jako Masarykův dům. Dne 21. června 1970 do Velichovek dorazil i prezident Ludvík Svoboda a dne 10. února 1971 tehdejší generální tajemník ÚV KSČ Gustáv Husák, pozdější prezident ČSSR. Všichni tři v lázních přespali jednu noc.

## Kapacita
Lázně Velichovky patří k menším českým lázním. 
V období první republiky se počet lůžek pohyboval mezi 180 a 240. V roce 1984 počet lůžek dosáhl na 391. V roce 2004 činila kapacita lázní 305 lůžek a léčilo se v nich 6 160 pacientů (srovnání: ve Františkových či Mariánských Lázních přes 30 tisíc osob). Zaměstnáno tu bylo 165 lidí.

## Areál

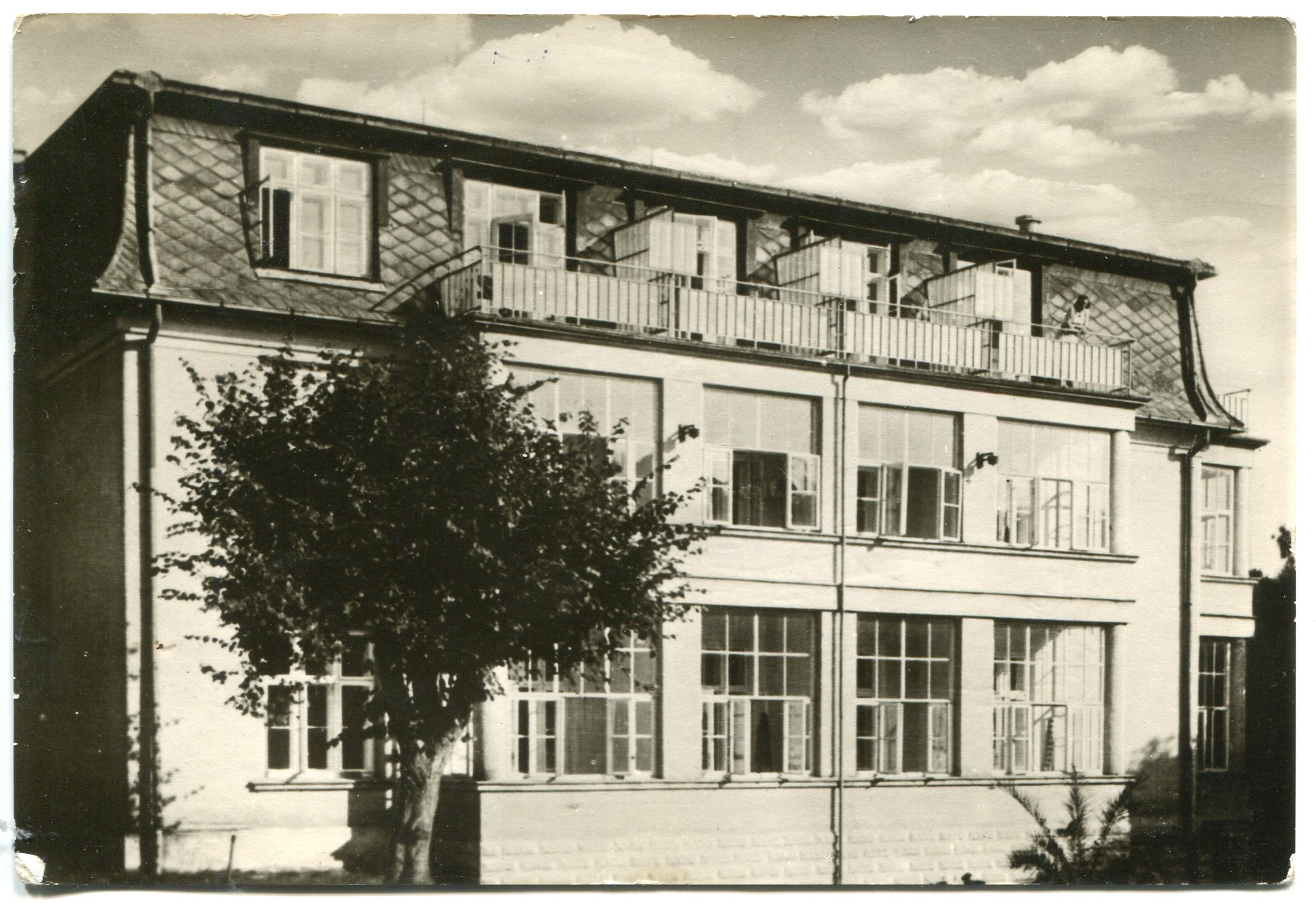
Vila Slovenka, stav kolem roku 1960

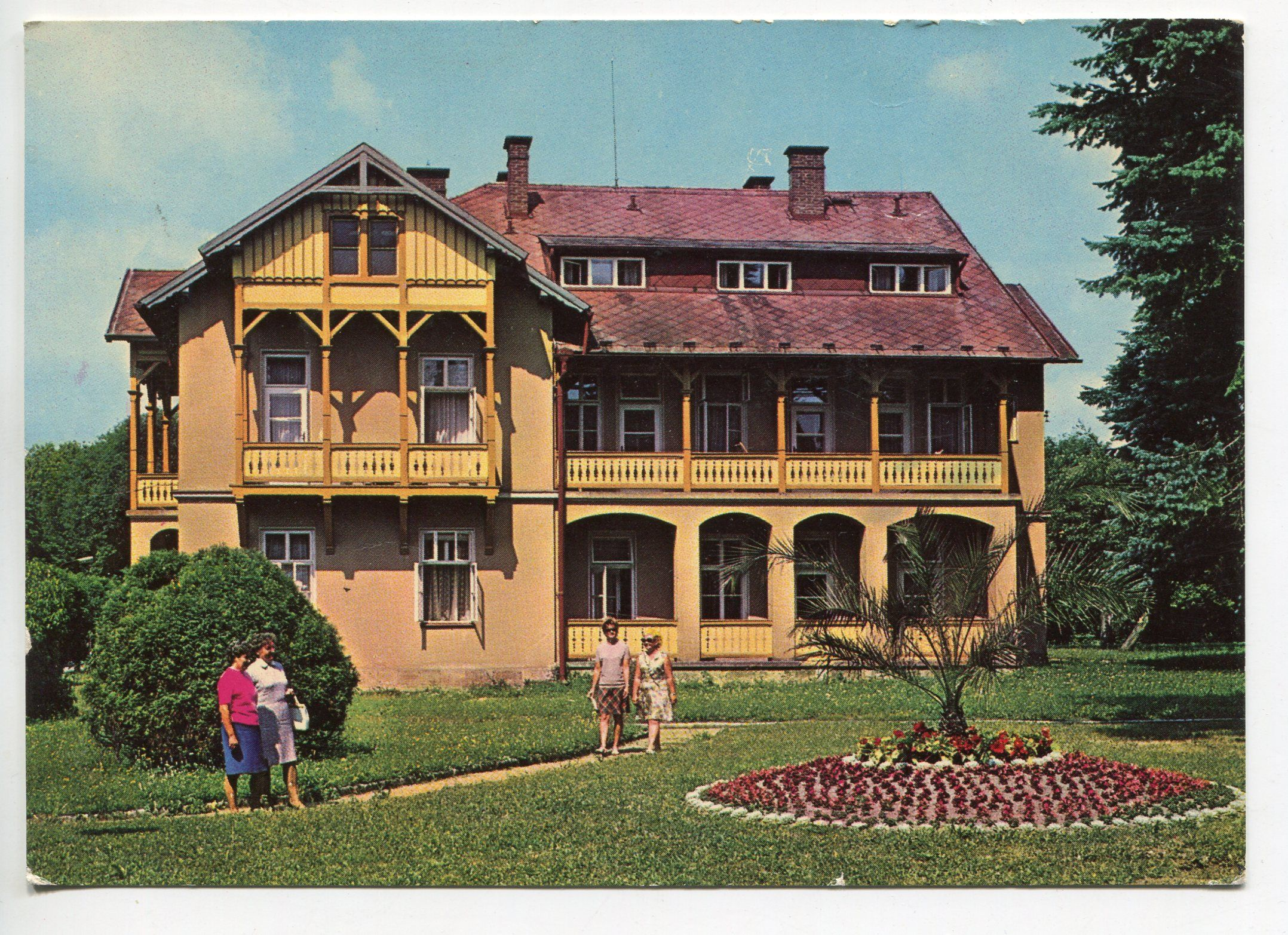
Vila Morava, stav kolem roku 1971

Areál lázní je tvořen řadou objektů vystavěných nejčastěji ve 20. a 30. letech 20. století, například lázeňský dům Čechie, Slovenka či Domov, lázeňský dům s kavárnou a kinosálem; součástí lázní je i plovárna z 20. let 20. století, či hudební pavilón. Areál má podobu rozsáhlého lázeňského parku.

### Budovy
- Masarykův dům
- Společenský dům (jídelna)
- vila Čechie
- vila Morava
- vila Slovenka
- vila Domov
- Zimní lázně
- vila Zátiší (1899), zde byl ubytován T. G. Masaryk (1926)[13]
- Dům pod kaštany (restaurace, kinosál)

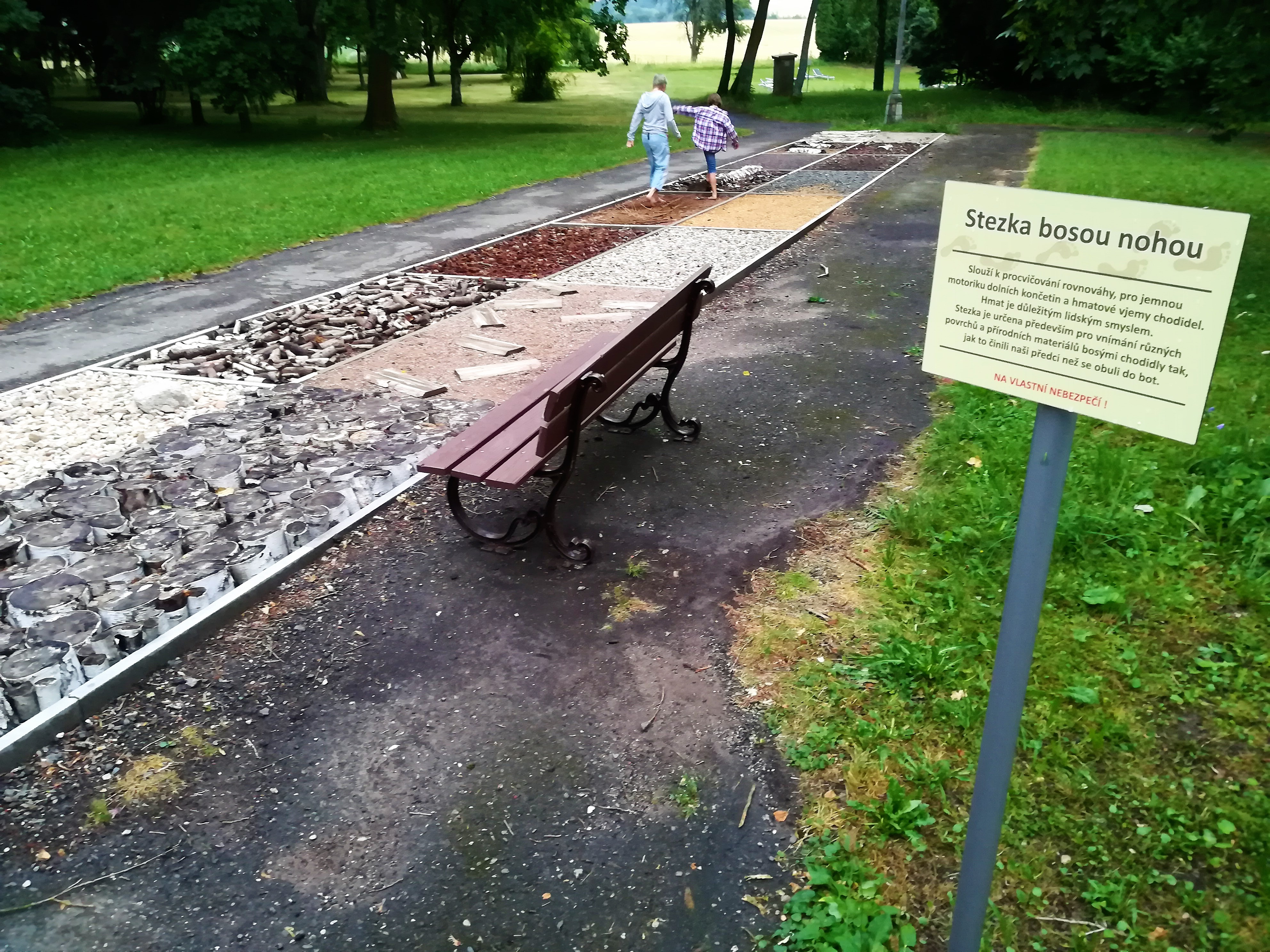
Stezka bosou nohou

### Lázeňský park
Počátky lázeňského parku lze hledat v době vzniku lázní. Stávající podoba pravděpodobně vznikla v meziválečném období. Před hlavní budovou Masarykova domu se nachází ornamentální zahrada, před lázeňskými vilami jednotlivé malé parčíky. Za zmínku stojí i lipová alej, vysazená u příležitosti návštěvy prezidenta Masaryka. To vše spojuje rozsáhlý krajinářský park, který volně přechází do okolní krajiny.
Před Masarykovým domem jsou trvalkové záhony, doplněné místy letničkami. Pěstovány jsou levandule, juky, šuškarda, různé barevné kultivary denivek či plnokvěté žluté surfinie. Z dřevin stojí za zmínku mohutné „smuteční vrby“ (Salix alba subsp. tristis) vysazené pravděpodobně před druhou světovou válkou a tzv. „hadí smrk“ (Picea abies ʻVirgataʼ).

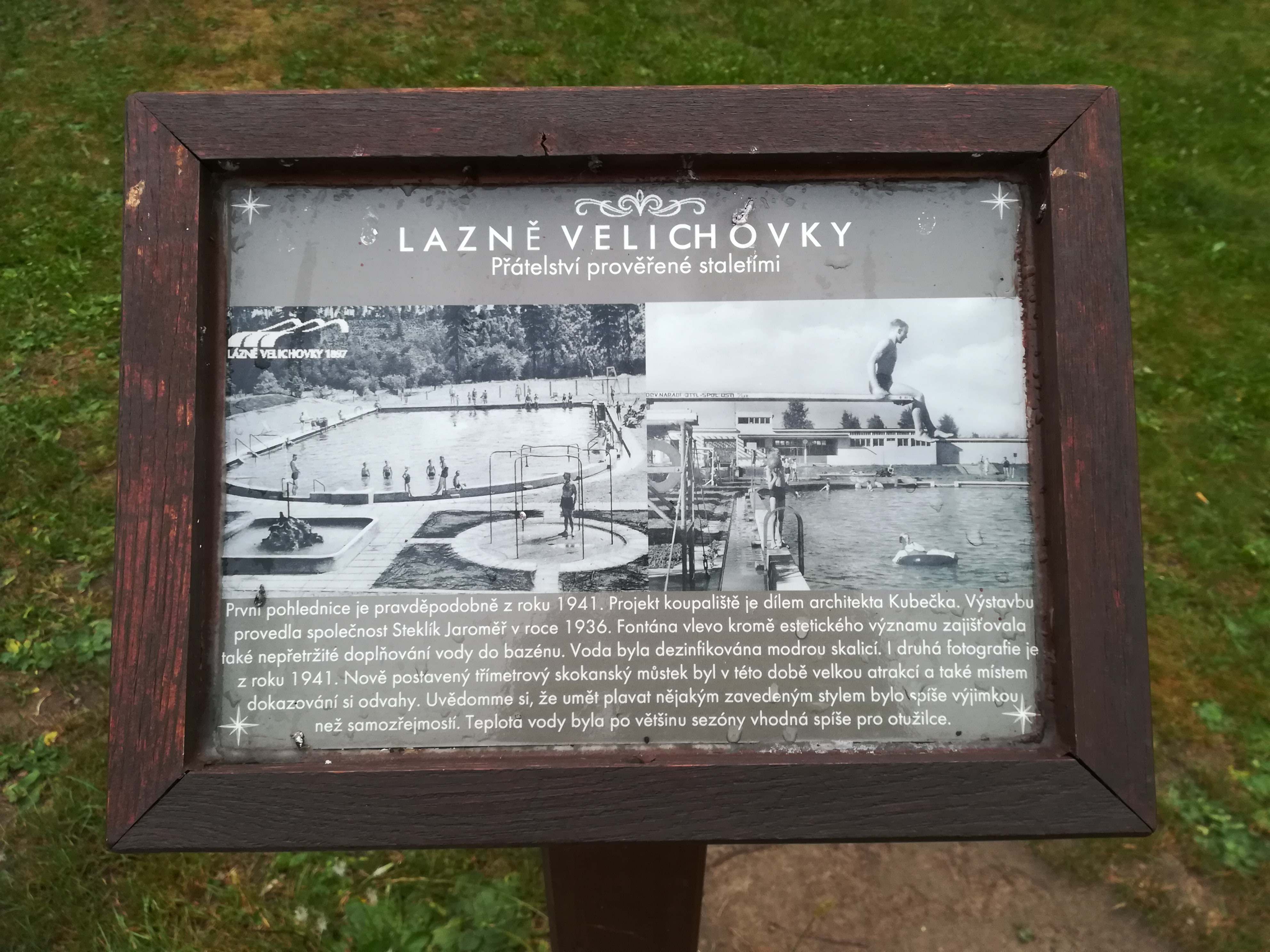
Naučná tabulka upozorňující na historii koupaliště

Mladší než hlavní lipová alej je javorová alej, která končí na malém prostranství s ozdobnými záhony a plastikou, oblíbenou v období reálného socialismu. Odtud se táhne na mírně svažitém terénu lázeňský park protkaný sítí různě širokých zpevněných cest. Rostou tu jak běžné jehličnaté stromy jsou např. borovice lesní, smrk ztepilý či modřín opadavý, tak americké  jehličnany jako skupina mohutných douglasek tisolistých, jedlovec kanadský či smrk pichlavý, které pocházejí ještě z období první republiky. Naopak katalpa trubačovitá je mladší. Mladý strom katalpy roste i poblíž promenády směřující k lázeňským vilám.
V parku jsou stojánky s dobovými fotografiemi.
V parku se nachází památník vojákům americké armády, kteří Velichovky osvobodily dne 8. května 1945.

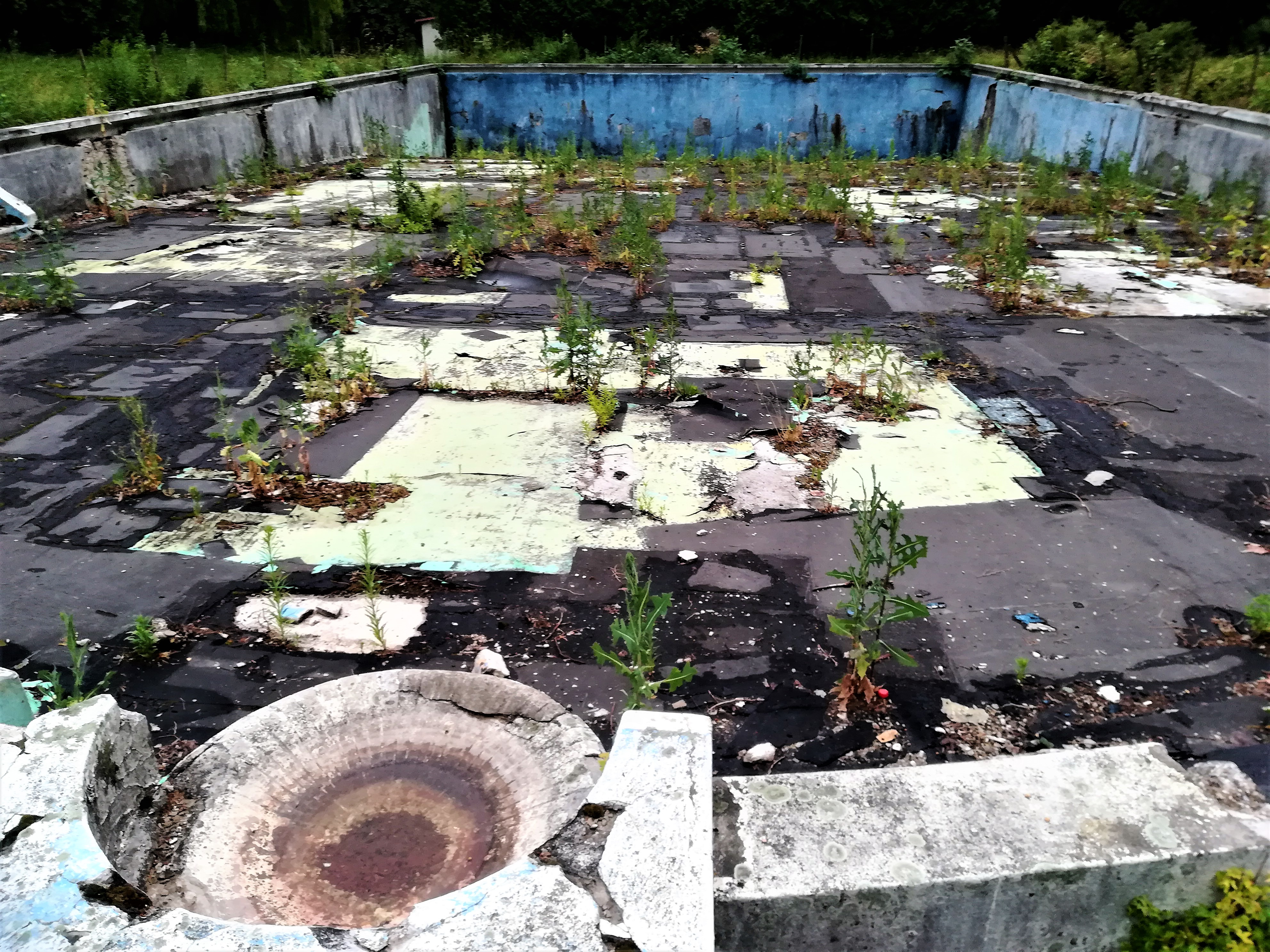
Stav prvorepublikového bazénu v roce 2019

### Bývalé koupaliště
V roce 1935 vzniklo v parku koupaliště. S výstavbou se začalo 6. května 1935 a již za necelé dva měsíce se dne 23. června 1935 konalo slavnostní otevření. Stavbu projektoval architekt Bohumil Kubeček a provedla ji stavitelská firma Kubeček a Steklík se sídlem v Jaroměři. Vedle bazénu byla vybudována fontána, která měla význam dekorativní i praktický, neboť stále doplňovala vodu do bazénu. Voda byla dezinfikována modrou skalicí. Snad na počátku 40. let 20. století byl vybudován skokanský můstek o výšce tři metry. V současné době (2024) je koupaliště dlouhodobě mimo provoz a chátrá. Provozní budova byla dokonce zbourána.

## Zajímavosti
Publikace Československá republika ve stručném zeměpisném přehledu řadí Velichovky mezi tzv. místní lázně (v té době jich v Československu bylo asi 55) s tím, že se jedná o lázně rašelinné, které léčí revma, dnu, ischias, ženské choroby, nervosu, poruchy činnosti srdce a zažívacího ústrojí. Jako zvláštnost je uvedeno, že se jedná o "Perlu českého severovýchodu".